# Opuntia triacantha
Opuntia triacantha es una especie fanerógama perteneciente a la familia Cactaceae. Nativas de Centroamérica en Puerto Rico y Cuba.

## Descripción
Opuntia triacantha es un arbusto bajo que crece con múltiples ramas espinosas semi erguidas,  fuertes. Los cladodios de color verde brillante, ovales lisos y alargados, algunos de los cuales son fáciles de soltar de 4 a 8 cm de largo. Tiene tres espinas inicialmente en su mayoría blancas y después de color amarillento de hasta 4 centímetros.
Las flores de color marrón-amarillo o crema flores son de color rojizo con la edad y alcanzan un diámetro de hasta 5 cm. Los frutos son rojosy miden hasta 2,5 cm de largo.

## Taxonomía
Opuntia triacantha  fue descrita por (Willd.) Sweet y publicado en Hortus Britannicus 1: 172. 1826.
Etimología
Opuntia: nombre genérico  que proviene del griego usado por Plinio el Viejo para una planta que creció alrededor de la ciudad de Opus en Grecia.
triacantha: epíteto latino que significa "con tres espinas".
Sinonimia
- Cactus triacanthos basónimo
- Opuntia militaris
- Opuntia abjecta[4]